# 电流
電流（electric current）是電荷在电场或（半）导体内的平均定向移动。电流的方向，定义为正电荷移动的方向；电流的大小，则称为电流强度（current intensity），是指单位时间内通过导线某一截面的电荷净转移量，每秒通过1库仑的電荷量稱为1安培。“电流强度”也常直接简称为“电流”或称为“电流量”。
安培是國際單位制七個基本單位之一。安培計是專門測量電流的儀器。
有很多種承載電荷的載子，例如，導電體內可移動的電子、電漿內的電子和離子、強子內的夸克。這些載子的移動，形成了電流。
有一些效應和電流有關，例如電流的熱效應，根據安培定律，電流也會產生磁場，馬達、電感和發電機都和此效應有關。

## 符號
電流慣例上的符號是 {\displaystyle I}，來自法語intensité de courant，意為電流強度。符號 {\displaystyle I} 最早是由法國科學家安德烈-馬里·安培 (André-Marie Ampère) 使用，電流單位安培也因此來命名。此標記法由法國流傳到英國，成了那裏的標準，但在1896年時仍有期刊用{\displaystyle C}表示電流，而不是用現在常見的{\displaystyle I}。

## 公式与单位
電流的方向被定義為與正電荷在電路中移動的方向相同，但實際上並不是正電荷移動，而是負電荷移動。電子流是自由電子（負電荷）在電路中的移動，其方向為電流的反向。電流強度可以用公式表達為
{\displaystyle I={\frac {Q}{t}}}
其中，{\displaystyle I}為電流（單位是安培），{\displaystyle Q}為電量（單位是庫侖），{\displaystyle t}為時間（單位是秒）。

## 物理概念

### 在各種介質內的電流的物理性質

#### 金屬
在固態金屬導體內，有很多可移動的自由電子。雖然這些電子並不束縛於任何特定原子，但都束縛於金屬的晶格內。甚至於在沒有外電場作用下，因為熱能，這些電子仍舊會隨機地移動。但是，在導體內，平均淨電流是零。挑選導線內部任意截面，在任意時間間隔內，從截面一邊移到另一邊的電子數目，等於反方向移過截面的數目。如同喬治·伽莫夫在他發表於1947年的科學暢銷書《One, Two, Three…Infinity》談到：
金屬物質與其它物質不同的地方，在於其最外層的電子很鬆弛地束縛於原子，電子能夠很容易地逃離原子。因此，滿佈於金屬的內部，有很多未被束縛的電子，毫無目標地游動，就好像一群無家可歸的醉漢。當施加電壓於一根金屬導線的兩端，這些自由電子會朝著電勢高的一端奔去，這樣，形成了電流。

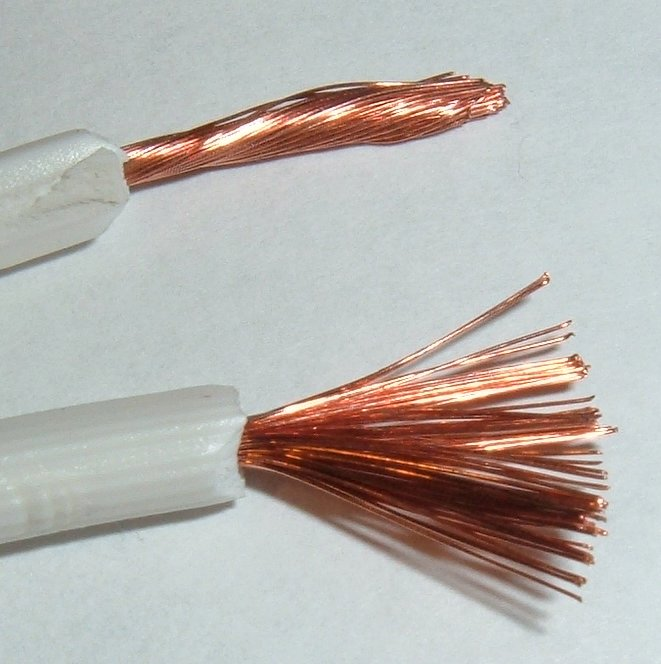
一縷一縷銅絲共同組成傳導電流的電線。

給予一個直流的電壓源，例如，電池，當連接一根導線於它的兩個接頭時，電壓源會施加電場於整個導線。在連接動作完成的同時，導線的自由電子會感受到電場力，因而往正極接頭漂移。在這裏，自由電子是電荷載子。假設在一秒內，一庫侖（6.242 × 1018個電子）的電荷漂移過導線的任意截面，則電流為一安培。
對於穩定的電流，電流量{\displaystyle I}可以用以下方程式計算：
{\displaystyle I={Q \over t}}
其中，{\displaystyle Q}是傳輸的電荷，{\displaystyle t}是時間。
更一般地，電流可以表達為電荷隨時間的變化率，也就是電荷對於時間的導數：
{\displaystyle I={\frac {\mathrm {d} q}{\mathrm {d} t}}}

#### 其它介質
在固態金屬內，電荷流動的載子是電子，從低電勢流到高電勢。在其它種介質內，任何電荷載子的載子流都可以形成電流。
在真空內，可以製作一個離子束或電子束。這也是一種電流。在有些傳導性物質內，電流是由正電荷載子和負電荷載子共同形成的。在像質子導體一類的物質內，電流可能完全是由正電荷載子形成。例如，在水溶液內，電解質會導電，電流內的正價氫離子（質子）朝著某方向流動，負價的硫酸根離子朝著反方向流動。在電花或電漿內的電流內有電子、正離子、負離子。在半導體內，可以視電流為正值電洞（一個呈電中性的原子，由於少了一個負電的電子，所以那裡就會呈現出一個正電性的空位）的流動。這種半導體稱為P型半導體。

### 電流密度
電流密度是一種度量，以向量的形式定義，其方向是電流的方向，其大小是單位截面面積的電流。採用國際單位制，電流密度的單位是「安培／平方公尺」。用方程式表達，
{\displaystyle I=\mathbf {J} \cdot \mathbf {A} }
其中，{\displaystyle I}是電流，{\displaystyle \mathbf {J} }是電流密度，{\displaystyle \mathbf {A} }是截面面積向量。
根據歐姆定律的另一種形式，電流密度與電場{\displaystyle \mathbf {E} }和物質的電導率{\displaystyle \sigma }的關係可以表達為
{\displaystyle \mathbf {J} =\sigma \mathbf {E} }

### 漂移速度
在導體內，可移動的電荷載子不停的隨機移動，就像氣體的粒子。為了要有淨電流，電荷載子移動的平均漂移速度必須不等於零。電子是金屬的電荷載子。電子移動的路徑沒有任何規律，從一個原子撞到另一個原子，但大致朝著電場的方向漂移。它們漂移的速度可以由以下方程式給出：
{\displaystyle I=nqAv} 
其中，{\displaystyle I}是電流，{\displaystyle n}是單位體積的載子數目（載子密度），{\displaystyle q}是每一個載子的電荷量，{\displaystyle A}是導體的截面面積，{\displaystyle v}是漂移速度。
固體內的電流通常流動的非常慢。例如，假設截面面積為0.5 mm2的銅線，載有電流5安培。那麼，其電子的漂移速度大約為1毫米每秒。再擧一個例子來比較，在陰極射線管的近真空內，電子移動的速度大約為光速的十分之一。
呈加速度運動中的電荷，會產生電磁波。因此，隨著時間變化的電流，會產生電磁波，以非常高的速度，傳播於導體之外。電磁波傳播的速度通常相當接近光速，比漂移速度快很多倍。這事實的相關理論可以由馬克士威方程組推導出。在電線裏的交流電流，可以從源頭傳輸電力到很遠的負載點，雖然，在電線裏的電子只來來回回地移動很少的距離。
電磁波的傳播速度和自由空間的光速的比例，稱為速度因子，與導體的電磁性質和外面包裝的絕緣體、形狀、尺寸等等有關。
漂移速度、傳播速度、隨機運動速度，這三種速度可以類比於氣體的三種速度。比較慢的電子漂移速度類比於風速。比較快的電磁波傳播速度類比於氣體的音速。電子的隨機運動類比於氣體粒子的熱速度。

### 電磁性質

根據安培定律，電流會產生磁場。

導線所載有的電流，會在四周產生磁場，其磁場線是以同心圓圖案環繞著導線的四周。
使用電流表可以直接地測量電流。但這方法的缺點是必須切斷電路，將電流表置入電路中間。如果改用間接測量電流四周的磁場的方法，也可以測量出電流強度，同时不需要切斷電路。應用這方法來測量電流的儀器有霍爾效應感測器、電流鉗、變流器、罗果夫斯基线圈。

### 歐姆定律
歐姆定律闡明，通過一個理想電阻器的電流，等於電阻器兩端的電壓除以電阻：
{\displaystyle I={\frac {V}{R}}} 
其中，{\displaystyle I}是電流（單位是安培），{\displaystyle V}是電壓（單位是伏特），{\displaystyle R}是電阻（單位是歐姆）。

## 常規

### 電流方向

簡圖表示出常規電流的流向和電子的流向。正電荷（紅線）從電源的正極移動到負極，而電子（綠線）則從負極移動到正極。

正電荷的流動給出的電流，跟負電荷的反方向流動給出的電流相同。因此，在測量電流時，流動的電荷的正負值通常可以忽略。根據常規，假設所有流動的電荷都具有正值，稱這種流動為常規電流。常規電流代表電荷流動的淨效應，不需顧慮到載子的電荷的正負號是什麼。
在固態金屬內，正電荷載子不能流動，只有電子流動。由於電子載有負電荷，在金屬內的電子流動方向與常規電流的方向相反。

### 電路內的電流參考方向
當解析電機電路問題時，通常，工程師並不知道電流通過一個電路元素的真實方向。對於電路的解析，這並不重要，工程師可以任意地設定每一個電流變量的參考方向。當電機電路問題解析完畢後，通過電路元素的電流可能會擁有正值或負值。負值電流意指著，通過電路元素的電流的真實方向，相反於參考方向。

## 交流和直流
交流（AC）和直流（DC）是二種不同的電氣訊號型式，AC是變動電流（alternating current）的簡稱，原意是指週期性正負變化的電流，DC是直接電流（direct current）的簡稱，原意是指方向固定不變的電流，不過除了形容電流外，也常用交流和直流來形容電壓。

### 直流
直流（DC）原來的英文名稱是galvanic current，也稱原義是指電荷的單向流動，一般是由像電池、太陽能電池等設備產生。直流電流可以在導體（例如電線）中流動，也可以在半導體、絕緣體中流動，甚至在真空也可以以離子束的方式流動。在直流電中，電子以固定的方向流動，和交流電不同。

### 交流
交流（AC）原義是指電荷的運動會週期性的變換方向，和直流不同，直流電流的電荷只會單方向流動。一般商業、住家及工業用電多半是交流電，例如一般插座提供的電就是交流電。最常見的交流電波形是正弦波，但在特殊應用中也會出現其他的波形，像三角波或方波。像調幅廣播及調頻廣播的訊號也是交流的例子之一，其目的是在利用調變技術，在交流訊號中加入要傳遞的訊號後傳遞，而接收端可以再還原為原始的訊號。
交流訊號有週期性的變化，其週期的倒數即為頻率，常見的電源頻率為50或60Hz。有些交流訊號的頻率為定值，也有些不是定值，像调频广播的頻率就不是固定值。

## 自然發生形式
在大自然可以觀測到的電流有閃電和太陽風等等例子。太陽風是從恆星上層大氣射出的超高速（帶電粒子）流，會造成極光（北極光和南極光）。人造的電流包括傳導電子的流動於金屬導線、高壓電線的長距離傳輸電力、電機設備內的細小導線、電路板的金屬線路等等。在電子學裏，電流的形式包括電子的流動通過電阻器、電子的移動通過真空管的真空、離子的流動於電池或神經細胞、電洞的流動於半導體。

## 電擊安全須知
使用電器的時候，必須特別注意到用電安全，才不致遭到電擊意外。當接觸電源，身體的某一部位有電流通過時，我們說此部位遭到電擊。電流通過身體的流量大小和時間長短決定了電擊的後果。這與接觸的程度、身體的部位、電源的電壓等等，有很大的關係。雖然微小的電擊只會產生刺痛感覺，但是大幅度的電擊，假若接觸到皮膚，會造成嚴重灼傷，假若通過心臟，會造成心搏停止。電擊的後果因人而異。
電器過熱也很危險，因為電線的絕緣體會熔化，引起短路。超過負載限度的高壓電線時常會造成火災。將一個很小的三號電池跟金屬錢幣放在口袋裡，很可能會引起短路，使得電池和錢幣快速加熱，因而造成灼傷。鎳鎘電池、鎳氫電池、鋰電池，這三種電池特別危險，由於內電阻很低，它們可以給出很大的電流。

## 參閱
- 安培
- 交流電
- 直流電
- 電傳導性
- 能带结构
- 四維電流密度
- 大地電流
- 位移電流